# CHANGE (山下智久の曲)
「CHANGE」（チェンジ）は、山下智久の10枚目のシングル。2019年6月19日にSME Recordsから発売された。

## 概要
前作「Reason/Never Lose」から約4ヶ月ぶりのシングルで、2019年2枚目のシングル。
表題曲は、「SUMMER NUDE '13」から約5年半ぶりのドラマタイアップ曲であり、主演を務めるTBS系金曜ドラマ「インハンド」のオープニング曲に起用された。
完全生産限定盤、初回生産限定盤、通常盤の3形態で発売。完全生産限定盤は30cmLPサイズ紙ジャケット仕様、初回生産限定盤は表題曲のMusic Videoを収録されているDVD付と12Pブックレットデジパック仕様。また、通常盤には初回プレス仕様が存在する。
また、イベント参加応募&オリジナル動画（山下本人が監督を務めた「Come around」のミュージックビデオ）期間限定視聴シリアルコード付チラシが3形態それぞれ封入されている。
購入者限定応募スペシャルプレミアイベントは、抽選で東京会場と大阪会場各回1000名限定で実施された。

## 収録曲

### CD
1. CHANGE [3:21]
作詞：Tomohisa Yamashita、作曲：Christoffer Lauridsen・Andy Love、編曲：uta・Christoffer Lauridsen
JASRAC作品コード：1N1-7057-8
2. Come around [3:15]
作詞・作曲：Tomohisa Yamashita・WAKE
JASRAC作品コード：245-9951-4
初回生産限定盤・通常盤のみ収録。
3. CHANGE -Instrumental-

### DVD
※初回生産限定盤のみ
1. 「CHANGE」Music Video